# 鄂云布
鄂云布（穆麟德轉寫：Oyombu），伊尔根觉罗氏，滿洲正黃旗人，历任贵州巡抚、叶尔羌办事大臣等职。

## 生平
鄂云布为闽浙总督喀尔吉善之孙，笔帖式出身，三次升迁至工部给事中。嘉庆元年（1796年），授陕西汉中知府。嘉庆帝以鄂云布为喀尔吉善孙，家风具在，即刻升任甘肃西宁道，再升江苏布政使，护安徽巡抚。不久，以秋审诸案原拟缓决，刑部多改情实，责备鄂云布宽纵，下吏部议降调，命留任。此后，升贵州巡抚，因年老召还，鄂云布闻命即行。嘉庆帝听闻后感到不悦，下吏部议，夺官，授笔帖式，赏蓝翎侍卫，充任叶尔羌办事大臣。不久病卒。子多欢，字时帆，号海槎，官四川按察使。